# Condado de Cea
Lista de Condes de Cea
O condado de Cea foi um território no Reino de Leão que foi governado por:
- Bermudo Nunes,[1]
- Fernando Bermudes, filho do anterior.[2]
- Pedro Fernandes de Cea (m. ca. 1028), filho do anterior, o terceiro conde de Cea. Com ele extinguiu-se a linha masculina direta dos condes de Cea.[3]

Desde 1030 aparece o rei Sancho Garcês III de Pamplona governando o condado de Cea: Regnante Sanctio na Ceia et rege Ueremudo em Legion. O territorio de Cea estava sob sua influência devido a que sua mãe Jimena Fernandes era a irmã do último Conde de Cea Pedro Fernandez de Cea.
- Monio Fernandez[carece de fontes?]
- Munio Moniz (1030 – 1097), conde de Cea depois de 1040.[carece de fontes?]